# Piper calvibaccum
Piper calvibaccum är en pepparväxtart som beskrevs av William Trelease. Piper calvibaccum ingår i släktet Piper och familjen pepparväxter. Inga underarter finns listade i Catalogue of Life.